# 壬生胤業
壬生 胤業（みぶ たねなり）は、室町時代後期から戦国時代にかけての武士。下野宇都宮氏の家臣。下野国壬生城主。壬生氏初代当主。

## 出自
京都の地下家の官人・小槻姓壬生家から出たとされる。
下野宇都宮氏の一族であり、横田氏庶流の壬生朝業の末裔とも考えられている。

## 略歴
公家でありながら武芸を好み、諸国に下向した末に寛正3年（1462年）に下野で壬生氏を興したとされる。壬生城を築き本拠とし、以後の壬生氏発展の礎を築いた。下野宇都宮氏に従属し、子は元服時に宇都宮明綱もしくは正綱の一字を与えられて「綱重」と名乗っている。
また、壬生町に鎮座する雄琴神社は、胤業が小槻氏の氏神である近江国雄琴の雄琴神社より勧請して合祀し、同名に改めたものとされる。